# 孔多爾馬卡區
孔多爾馬卡區（西班牙語：Distrito de Condormarca），是秘魯的一個區，位於該國西北部拉利伯塔德大區的博利瓦省，面積331.26平方公里，海拔高度2,939米，2005年人口2,105，人口密度每平方公里6.4人。